# Курсът на империята
Курсът на империята е цикъл от 5 картини на американския художник Томас Коул, създадени в периода 1833 – 1836 г.

## Описание
Картините са отражение на американския сантимент към времето, когато много хора смятат пасторализма за идеалния етап на човешко развитие, а империята води до пренасищане и упадък. Към тази тема на цикъла Коул се връща често в произведенията си, като например в „Пътешествието на живота“.
Цикълът е придобит като подарък от Нюйоркската галерия за изящни изкуства за Нюйоркското историческо общество през 1858 г. Състои се от следните картини:
- „Курсът на империята – Диво състояние“,
- „Курсът на империята – Идилично или пасторално състояние“,
- „Курсът на империята – Съвършенството на империята“,
- „Курсът на империята – Унищожение“ и
- „Курсът на империята – Пустош“.

Поредицата проследява разрастването и упадъка на въображаем град, намиращ се в долния край на речна долина, близо до морското крайбрежие. Долината се разпознава много отчетливо във всяка картина, отчасти поради необичайния ориентир: огромен заоблен речен камък стои несигурно върху скала, надвиснала над долината. Някои критици смятат, че това е с цел да се създаде контраст между неизменността на земята и преходността на човека.
Литературното вдъхновение на творбата идва от поемата на лорд Байрон „Странстванията на Чайлд Харолд“ (1812 – 1818). Във вестникарска реклама на картините Коул цитира този стих от Четвърта песен:
| „ | There is the moral of all human tales; 'Tis but the same rehearsal of the past. First freedom and then Glory – when that fails, Wealth, vice, corruption – barbarism at last. And History, with all her volumes vast, Hath but one page... | “ |

## Картини

### Диво състояние
Първата картина – „Диво състояние“, показва долината от отсрещния на речния камък бряг в бледата светлина на сутрешна буря. Ловец, облечен в кожи, бърза през пустошта в преследване на елен; канута плават нагоре по реката; на отсрещния бряг може да се види лагер с няколко вигвами около огъня – наченки на града, който ще се появи. Препратките са към живота на американските индианци.

### Идилично или пасторално състояние
Във втората картина – „Идилично или пасторално състояние“, небето е изчистено и се намираме в ясен пролетен или летен ден. Гледната точка е променена и сега е надолу по реката, а заобленият камък вече е в лявата част на картината; в пространството зад него може да се види заострен връх. По-голямата част от пустошта е отстъпила място на опитомен терен с разорани земи и ливади. Развиват се различни дейности: оран, лодкостроене, овчарство, танцуване; на преден план стар мъж чертае с пръчка в земята (вероятно геометрична задача). На отвесната скала на близкия край на реката е издигнат мегалитен храм, от който се издига дим (вероятно от жертвоприношение). Цялата картина представлява идеализиран образ на предградска Гърция.

### Съвършенството на империята
Третата картина – „Съвършенството на империята“, премества гледната точка от другата страна на брега, приблизително на отсрещното място на първата картина. Прекрасен летен ден по пладне. И двата бряга на реката сега са застроени с мраморни сгради с многобройни колони, чиито стъпала стигат до водата. Мегалитният храм изглежда е преправен в огромна куполна сграда, която доминира над крайбрежието. Устието на реката е пазено от 2 фара. Кораби с триъгълно (латинско) платно напускат града. Радостна тълпа изпълва балконите и терасите, докато облечен в алена роба крал или генерал преминава в триумфална процесия по моста, който свързва двата бряга. На преден план е изобразен изящен фонтан. Цялостният вид на картината предполага асоциации с върховенството на Древен Рим.

### Унищожение
Четвъртата картина – „Унищожение“, има почти същата перспектива като третата, но тук художникът е отстъпил малко назад, за да обхване по-голяма сцена и затова се премества почти в центъра на реката. Представено е плячкосването и унищожението на града от буря, която се вижда в далечината. Изглежда, че вражеска флота е преодоляла защитите на града и убиват и изнасилват гражданите му. Мостът, по който е минала триумфалната процесия, е унищожен; импровизиран въжен мост се обтяга под тежестта на войници и бегълци. Колоните са разрушени, огньове се виждат от горните етажи на двореца на речния бряг. На преден план има обезглавена статуя на древен герой, все още устремена към несигурното бъдеще, реминисценция на ловеца от първата картина. Картината изобразява вероятно превземането на Рим от вандалите през 455 г.

### Пустош
Петата картина – „Пустош“, показва резултата години по-късно. Виждаме останките от града в синкавата светлина на умиращия ден. Пейзажът се завръща към пустошта и не се виждат никакви хора, но останките от тяхната архитектура са забележими под мантията от дървета, лиани и друга растителност. Разрушените основи на фаровете се издигат на фона. Арките на унищожения мост и колоните на храма също се виждат; на преден план се извисява единствена колона, сега гнездо за птиците. Изгревът на слънцето от първата картина тук е заменен от изгрева на луната, бледа светлина се отразява по повърхността на пълната с руини река, докато останалата колона отразява последните лъчи на залязващото слънце.